# JD McDonagh
Jordan Devlin, meglio noto con il ring name JD McDonagh (Bray, 15 marzo 1990), è un wrestler irlandese sotto contratto con la WWE.
In carriera ha detenuto due volte il World Tag Team Championship insieme a Finn Bálor e l'NXT Cruiserweight Championship.

## Carriera

### Circuito indipendente (2006–2018)
Iniziò a praticare wrestling all'età di dodici anni, fu allenato da Fergal Devitt (conosciuto in WWE come Finn Bálor) e Paul Tracey. All'età di 21 anni, si trasferì in Giappone per sei mesi per affinare le sue tecniche. Nel dicembre del 2017, sconfisse Mark Haskins diventando l'inaugurale Over The Top Wrestling World Heavyweight Champion. Perse il titolo contro Walter il 18 agosto 2018.
Combatté anche nella Insane Championship Wrestling, dove perse un match per l'ICW World Heavyweight Championship contro Trent Seven. Con Scotty Davis, conquistò anche il Progress Tag Team Championship dopo aver sconfitto i Grizzled Young Veterans e Aussie Open all'evento Still Chasing.

### WWE (2017–presente)

#### NXT UK(2017–2022)
Il 9 maggio 2017 Devlin venne annunciato come uno dei partecipanti al torneo per determinare il primo detentore del WWE United Kingdom Championship ma, dopo aver eliminato Danny Burch negli ottavi di finale, venne eliminato nei quarti da Tyler Bate. Il 16 maggio 2018 Devlin venne annunciato come uno dei partecipanti al torneo per determinare il contendente n°1 al WWE United Kingdom Championship di Pete Dunne ma, dopo aver eliminato Tyson T-Bone negli ottavi di finale, venne eliminato da Flash Morgan Webster nei quarti. Successivamente, Devlin venne assegnato al territorio di sviluppo di NXT UK. Il 12 gennaio 2019, a NXT UK TakeOver: Blackpool, Devlin avrebbe dovuto affrontare Travis Banks ma, a causa di un infortunio, il posto di quest'ultimo venne preso da Finn Bálor, ex-maestro di Devlin e appartenente al roster di Raw, il quale sconfisse il suo ex-allievo. Nella puntata di NXT UK del 6 marzo Devlin sconfisse poi Banks in un Falls Count Anywhere match. Il 12 gennaio 2020, a NXT UK TakeOver: Blackpool II, Devlin venne sconfitto da Tyler Bate. Il 25 gennaio, a Worlds Collide, Devlin conquistò l'NXT Cruiserweight Championship per la prima volta in un Fatal 4-Way match che comprendeva anche il campione Angel Garza, Isaiah "Swerve" Scott e Travis Banks. Nella puntata di NXT del 19 febbraio Devlin difese con successo il titolo contro Lio Rush. Nella puntata di NXT UK del 26 marzo Devlin difese con successo il titolo anche contro Travis Banks. Nella puntata di NXT UK del 2 aprile Devlin partecipò ad una 20-man Battle Royal per determinare il contendente n°1 all'NXT United Kingdom Championship di Walter, ma venne eliminato. Pur rimanendo comunque detentore del titolo dei pesi leggeri di NXT, però, Devlin rimase indisponibile a spostarsi dal Regno Unito agli Stati Uniti a causa della pandemia di COVID-19, e per questo venne decretato un detentore del titolo dei pesi leggeri ad interim, El Hijo del Fantasma (con Devlin che rimase comunque campione). Nella puntata di NXT UK del 26 novembre Devlin difese con successo il titolo contro Amir Jordan. Nella puntata di NXT UK del 10 dicembre Devlin difese con successo il titolo contro Oliver Carter. Nella puntata di NXT UK del 7 gennaio 2021 Devlin difese con successo il titolo contro Ben Carter. Nella puntata di NXT UK del 18 marzo Devlin difese con successo il titolo contro Trent Seven. L'8 aprile, nella seconda serata di NXT TakeOver: Stand & Deliver, Devlin affrontò Santos Escobar (precedentemente El Hijo del Fantasma e campione dei pesi leggeri ad interim) in un Ladder match per determinare l'indiscusso detentore dell'NXT Cruiserweight Championship, ma venne sconfitto, ponendo fine al suo regno di 439 giorni. Nella puntata di NXT UK del 12 maggio 2022 Devlin affrontò Il'ja Dragunov per l'NXT United Kingdom Championship, ma venne sconfitto e, come da stipulazione per lo sconfitto, dovette lasciare NXT UK.

#### NXT(2022–2023)
Dalla puntata di NXT 2.0 del 21 giugno vennero mandati in onda dei video sul debutto di Devlin nello show come JD McDonagh. La sua prima apparizione nella sua nuova gimmick avvenne il 5 luglio al termine della puntata speciale NXT The Great American Bash attaccando Bron Breakker dopo che questi aveva difeso l'NXT Championship contro Cameron Grimes. McDonagh combatté il suo primo match singolo ad NXT nella puntata del 19 luglio quando sconfisse Cameron Grimes. Nella puntata speciale NXT Heatwave del 16 agosto McDonagh affrontò Bron Breakker per il titolo di NXT, ma venne sconfitto. Nella puntata di NXT del 20 settembre sconfisse Tyler Bate confermandosi come contendente n°1 all'NXT Championship di Bron Breakker. Il 22 ottobre, ad NXT Halloween Havoc, prese parte ad un Triple Threat match per l'NXT Championship insieme al campione Bron Breakker e Il'ja Dragunov, ma l'incontro venne vinto da Breakker. Il 10 dicembre, a NXT Deadline, prese parte all'Iron Survivor Challenge che comprendeva anche Axiom, Carmelo Hayes, Grayson Waller e Joe Gacy per determinare il contendente n°1 all'NXT Championship di Bron Breakker, ma il match venne vinto da Waller. Il 1º aprile, a NXT Stand & Deliver, partecipò ad un Fatal 5-way match per l'NXT North American Championship che comprendeva anche il campione Wes Lee, Axiom, Dragon Lee e Il'ja Dragunov, ma il match venne vinto da Lee.

#### Raw(2023–presente)
Il 29 aprile 2023, per effetto del Draft, venne promosso al roster di Raw. Fece la sua prima apparizione nello show nella puntata del 15 maggio partecipando ad una battle royal per determinare il nuovo sfidante di Gunther per l'Intercontinental Championship, ma venne eliminato da Dolph Ziggler, attaccandolo brutalmente poco dopo. Il 5 agosto, a SummerSlam, prese parte ad una battle royal ma venne eliminato da Omos. A partire dalla puntata di Raw del 7 agosto iniziò ad avvicinarsi al Judgment Day cercando di ingraziarsi il gruppo, e il 2 settembre, a Payback, intervenne per aiutare Damian Priest e Finn Bálor a conquistare l'Undisputed WWE Tag Team Championship contro Kevin Owens e Sami Zayn. Il 4 novembre, a Crown Jewel, venne sconfitto da Sami Zayn nel Kickoff. Nella puntata di Raw del 13 novembre venne ufficialmente accolto nel Judgment Day su decisione di Damian Priest. Il 25 novembre, a Survivor Series WarGames, il Judgment Day e Drew McIntyre vennero sconfitti da Cody Rhodes, Jey Uso, Randy Orton, Sami Zayn e Seth Rollins in un wargames match.
Il 27 gennaio, a Royal Rumble, partecipò all'omonimo incontro entrando col numero 23 ma venne eliminato all'istante da Jey Uso. Nella puntata di Raw dell'11 marzo prese parte ad un gauntlet match per determinare lo sfidante di Gunther per l'Intercontinental Championship a WrestleMania XL ma venne eliminato da Ricochet. Dopo WrestleMania XL, iniziò a fare coppia con Finn Bálor vincendo nella puntata di Raw del 13 maggio un fatal four-way tag team match valido per detecretare gli sfidanti al titolo di The Miz e R-Truth, grazie all'aiuto di Carlito. La settimana successiva falliscono però la loro opportunità titolata a causa dell'interferenza di Braun Strowman. 
Nella puntata di Raw del 24 giugno vinse insieme a Bálor il World Tag Team Championship sconfiggendo The Miz e R-Truth grazie alla distrazione effettuata da Liv Morgan.
Nella punatata del 16 dicembre di Raw, JD e Bálor hanno perso i World Tag Team Championship contro i War Raiders, terminando il loro regno di 175 giorni. Un mese dopo avviene la rivincita tra i due team, ma visto l'assenza di Bálor, JD fa coppia con Dominik Mysterio. Anche in questo caso vengono sconfitti e JD McDonagh, a fine match, ha rivelato di aver subito la rottura delle costole e la perforazione di un polmone. Questo infortunio tiene JD lontano dal ring per tre mesi, fino al Raw post WrestleMania 41 dove grazie alla sua interferenza aiuta Dominik a difendere il WWE Intercontinental Champion contro Penta.
Nella puntata di Raw del 30 giugno, Bálor e McDonagh hanno sconfitto New Day rivincendo i World Tag Team Championship (WWE), per JD è la seconda volta che ottiene questo successo.

## Personaggio

### Mosse finali
- Devlin Side (Deadlift Saito Suplex)
- Ireland's Call (Firemans Carry to an Emerald Flowsion)
- Package piledriver

### Soprannomi
- "Import Killer"
- "The Irish Ace"

## Titoli e riconoscimenti
- British Championship Wrestling
  - BCW Tag Team Championship (1) – con Sean South
- Fight Factory Pro Wrestling
  - Irish Junior Heavyweight Championship (1)
- NWA Ireland
  - NWA Ireland Tag Team Championship (1) – con Sir Michael W. Winchester
- Over the Top Wrestling 
  - OTT No Limits Championship (1)
  - OTT World Championship (1)
- Premier British Wrestling
  - PBW Tag Team Championship (1) – con Sean South
- Progress Wrestling 
  - Progress Tag Team Championship (1) – con Scotty Davis
- Pro Wrestling Illustrated
  - 58º tra i 500 migliori wrestler secondo PWI 500 (2019)
- Pro Wrestling Zero1
  - NWA International Lightweight Tag Team Championship (1) – con Shawn Guinness
- WWE
  - NXT Cruiserweight Championship (1)
  - World Tag Team Championship (2) – con Finn Bálor